# 馬維銘
馬維銘（1556年—？），字新甫，號弘衢，浙江嘉興府平湖縣人，軍籍，明朝政治人物，史學家。

## 生平
萬曆七年（1579年）己卯科浙江鄉試第八十三名。萬曆八年（1580年）庚辰科進士。都察院觀政，本年授太平知县，十五年升官至兵部职方司主事，管山海关，十九年丁憂归乡。二十一年京察致仕 。

## 著作
有《史书纂略》二百二十卷。编纂有《天啓平湖县志》。

## 家族
曾祖父馬文，曾任典史；祖父馬瑀，贈南京兵部主事；父親馬千里，封太平县知县。母楊氏。具庆下。兄馬维鉉，弟维金（监生）。
曾孫馬燁曾，顺治六年己丑科进士。